# Cartucho flash

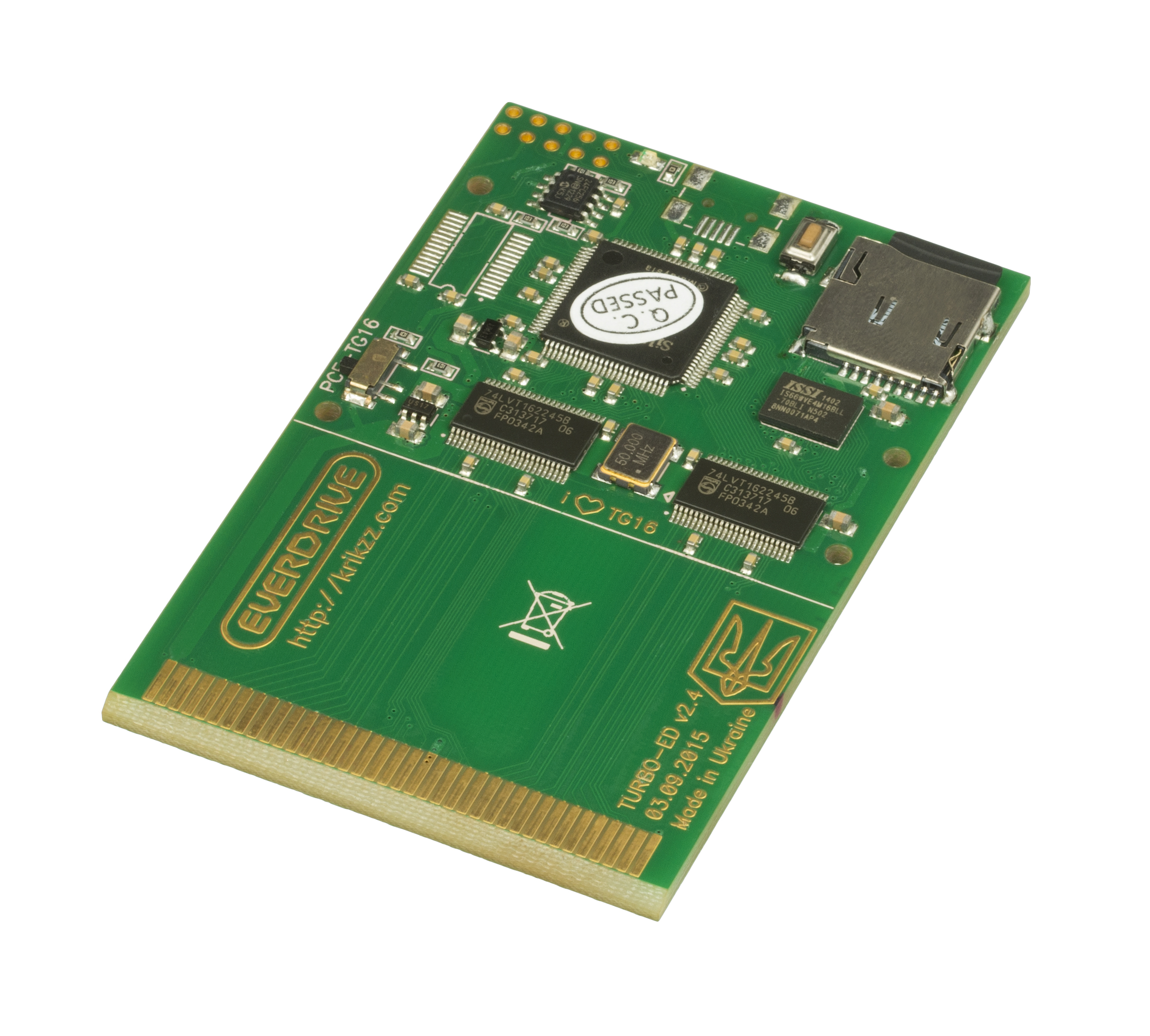
Una tarjeta ROM del motor TurboGrafx-16/PC.

Un cartucho flash es uno de los cartuchos con memoria flash que se han desarrollado para videoconsola. Estos cartuchos ejecutan aplicaciones homebrew y copias de juegos piratas. La capacidad de estos cartuchos es desde 64 Mbit hasta 8 Gbit (mientras que los cartuchos comerciales oscilan entre 32 Mbit y 256 Mbit). Los cartuchos más recientes tienen tarjetas de memoria externas, al estilo de Compact Flash, Secure Digital.
Estos cartuchos siguen siendo la forma más conocida de distribución de juegos homebrew en consolas, como la Game Boy Advance. Otra opción es el GBA Movie Player, que puede ejecutar programas homebrew diseñados, pero no copias ilícitas de videojuegos de GBA originales, debido a la falta de RAM.

## Con cable

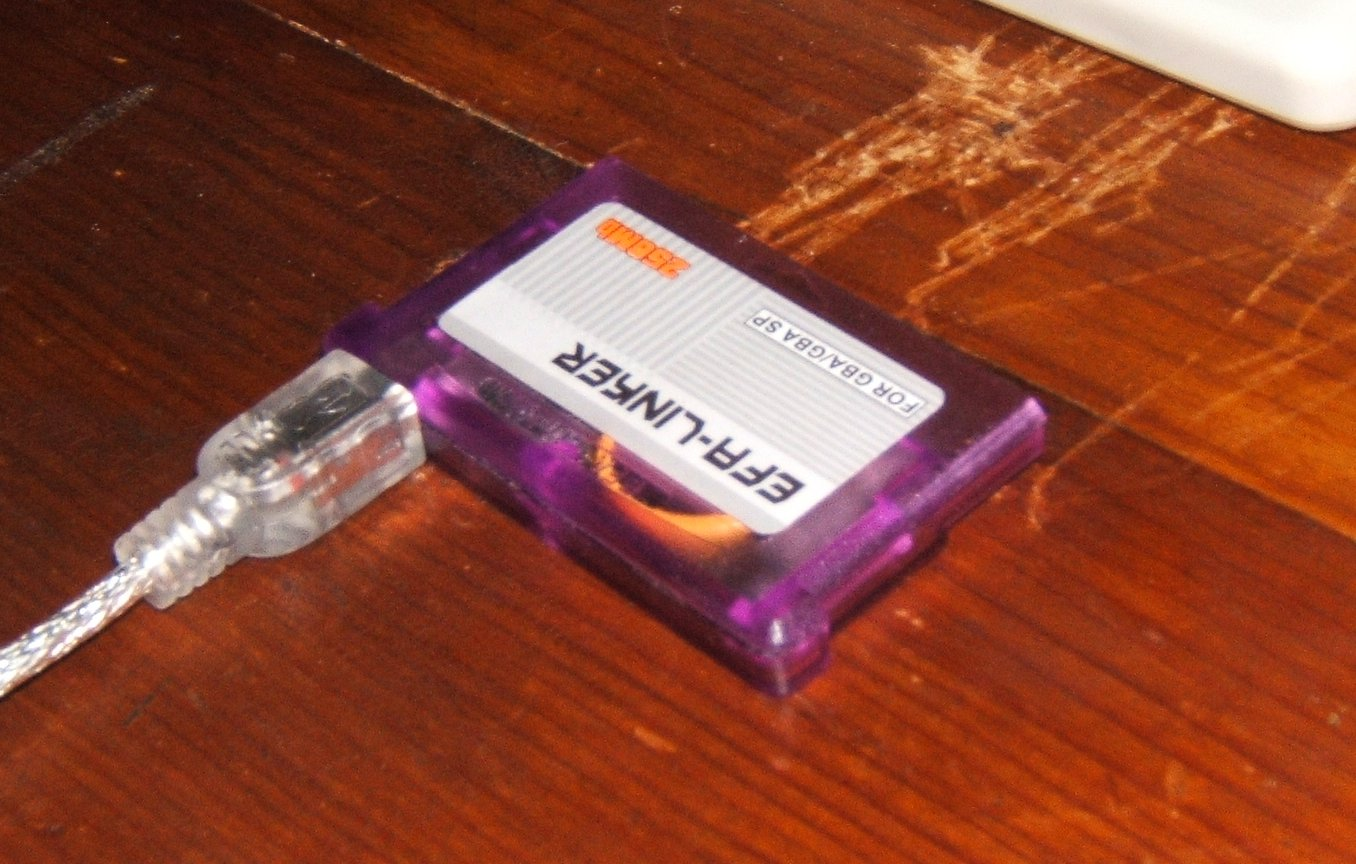
Extreme Flash Advance, con puerto y cable

Los juegos se introducen en el cartucho mediante un cable. Dependiendo del tipo de cartucho, el cable se conecta al puerto en la consola y escribe los datos en el cartucho a través de la consola o se conecta mediante miniUSB al cartucho y se graba directamente en el cartucho flash. Generalmente estos cables se conectan a un PC a través del puerto USB o miniUSB.  La mayoría de estos son capaces de copiar información de copias de ROM de cartuchos de software comercial. Algunos de los cartuchos flash más recientes usan tarjetas multimedia digitales (SD,MMC,CF, etc.) en la que los archivos se colocan mediante un lector de tarjetas de memoria.

## Con tarjeta flash
Recientemente, un número de dispositivos se ha lanzado con compatibilidad con tarjetas SD y CF para aumentar el almacenamiento. Estos han sido populares desde que se desarrollaron técnicas para ejecutar software de Nintendo DS desde el cartucho de GBA, con la ayuda de un pequeño cartucho de DS. Algunos de estos tipos son M3, R4 o SuperCard.

## Software
Hay algunos que emplean un programa llamado LittleWriter para editar los cartuchos. Sin embargo, algunas personas (especialmente la gente con equipos viejos) usan otro software para hacerlo. Un ejemplo de esto es X-ROM Frontend de DanSoft Australia.
Algunos cartuchos flash usan un software especial diseñado para el cartucho específico, como Power Writer y USB Writer para cartuchos Flash2Advance Ultra. Esto tenía varios problemas con los homebrew, como Power Writer, que usaba una gran base de datos para nombrar y guardar partidas. Las ROMs que no están en la base de datos (así como emuladores u otras homebrew de GBA) suelen generar problemas y editar la base de datos a mano es complicado, a veces necesitando hacer uso de un editor hexadecimal. Los cartuchos pueden tener una interfaz en propiedad, haciendo difícil o imposible utilizar un sistema operativo distinto a Microsoft Windows para modificarlos.

## Otros cartuchos flash
Los cartuchos flash como Supercard DSTWO también están en otras consolas, como Nintendo DS, DSi y 3DS. Nintendo DSi y Nintendo 3DS pueden actualizar sus sistemas a través de Internet, por lo que Nintendo puede corregir el exploit que permite que funcionen los cartuchos piratas, bloqueándolos. También hay archivos en Internet que ayudan a crear un cartucho flash propio para la Nintendo Game Boy original.

## Legalidad
La legalidad de los cartuchos flash está muy comprometida, principalmente por Nintendo. En 2010 dio la razón a Nintendo y los cartuchos flash se consideraron piratas y se prohibió su venta en Reino Unido.

## Cartuchos flash oficiales
Algunas consolas tienen cartuchos flash oficiales (así como emuladores) que los emplean los desarrolladores para realizar pruebas en sus juegos. Estos suelen ser parte del kit de desarrollo de software de la consola y solo están disponibles para los desarrolladores con licencia.